# Takashi Miyazawa
Takashi Miyazawa, nascido a 27 de fevereiro de 1978 é um ciclista japonês já retirado.
Miyazawa representou o seu país durante os Jogos Olímpicos de 2008, em Pequim.
A 23 de outubro de 2014 anunciou a sua retirada do ciclismo depois de doze temporadas como profissional e com 36 anos de idade.

## Palmarés
2006
- 1 etapa do Tour de Siam
- 1 etapa do Tour de Hokkaido
- Tour de Okinawa

2007
- Campeonato Asiático em Estrada
- Tour de Okinawa
- 1 etapa do Volta ao Japão
- 3º no Campeonato do Japão em Estrada

2008
- Tour de Hokkaido
- 3º no Campeonato Asiático em Estrada

2009
- Tour de Hokkaido, mais 2 etapas
- 2º no Campeonato do Japão em Estrada

2010
- Campeonato do Japão em Estrada
- 2 etapas do Tour de Taiwan
- 1 etapa do Tour de Kumano
- 2º no Campeonato Asiático em Estrada
- 1 etapa da Volta a Leão
- Kumamoto International Road Race